# Friedrich Meyer (Theologe, 1832)

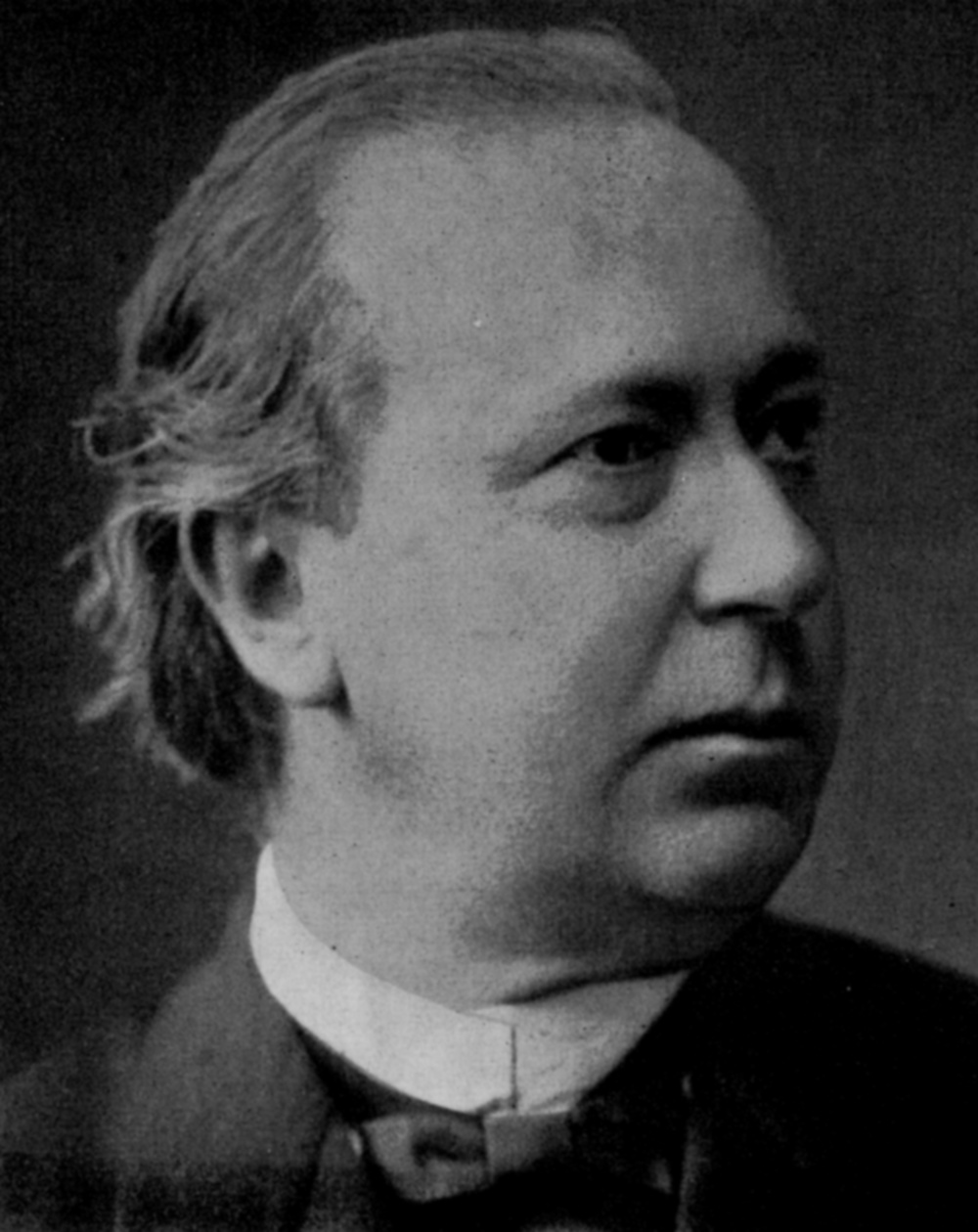
Friedrich Meyer um 1890

Friedrich Meyer (* 17. März 1832 in Darmstadt; † 5. Juni 1891 in Neuendettelsau) war evangelisch-lutherischer Pfarrer und Rektor der Diakonissenanstalt Neuendettelsau.

## Leben
Meyer studierte u. a. an der Universität Gießen Theologie. Während seines Studiums wurde er 1850 Mitglied des burschenschaftlichen Vereins Nassauer Hof. Er gründete dort auch zusammen mit Otto Zöckler, Jacob Volhard und weiteren den Gießener Wingolf, eine nichtschlagende Studentenverbindung, die sich in besonderem Maße christlichen Werten verpflichtet sah. Nach seinem Studium war er Pfarrer an der Stadtkirche Michelstadt.
1872 wurde er als Nachfolger Löhes zum Rektor der Diakonissenanstalt Neuendettelsau gewählt. In seiner Amtszeit fällt die Gründung eines Feierabendhauses für alte, dienstunfähige Schwestern (1876), die Erweiterung der von Löhe gegründeten Industrieschule (1878), der Erwerb des Gasthauses „Zum Anker“, das zugleich auch als Postexpedition diente (1880), und der Bau einer eigenen Kirche (St. Laurentius) für die diakonische Gemeinschaft (1887). Er initiierte auch die Gründung von Filialen in Bruckberg und Himmelkron, konnte aber aufgrund schwerer Erkrankung die Verhandlungen nicht mehr zu Ende führen.
Meyer sah sich als Schüler Löhes. Er übernahm die von ihm eingeführten Tageszeitgottesdienste und sonstigen liturgischen Änderungen und hielt diese in einem Buch fest („Ordnung des täglichen Hausgottesdienstes im Diakonissenhause Neuendettelsau“).

## Veröffentlichungen (Auswahl)
- Der Konfirmandenunterricht, Neuendettelsau 1885.
- Katechismusübung: für Kirche, Schule, Familie und Genossenschaften, Nördlingen: Beck 1888.
- Lebensläufe selig heimgegangener Schwestern des Diakonissenhauses Neuendettelsau, Nördlingen: C. H. Beck 1884.
- Psalterium: das ist: erbauliche Erklärung etlicher Psalmen für Kranke und Sterbende,  Neuendettelsau ca. 1890.
- Von den Diakonissen und ihrem Beruf, Neuendettelsau 1878.

## Sekundärliteratur
- Emil Kraus: Friedrich Meyer. Pfarrer und Rektor der Diakonissen in Neuendettelsau. Ein Lebensbild, Gütersloh: Bertelsmann 1895.
- Selma Trautwein: Rektor Fr. Meyer: zum 100. Geburtstag, Neuendettelsau: Buchhandlung der Diakonissenanstalt 1932.